# Стивен Бауер
Естебан Ернесто Ечеварија Самсон (енгл. Esteban Ernesto Echevarría Samson; Хавана, Куба, 2. децембар 1956), познатији као Стивен Бауер (енгл. Steven Bauer), кубанско-амерички је филмски, телевизијски и позоришни глумац, најпознатији по улози Манија Рибере у филму Лице са ожиљком.
Познат је и као Дон Еладио у AMC драмским серијама Чиста хемија и Боље позовите Сола, Ави у Реј Доновану ТВ мреже Шоутајм.
Бауер се појавио у многим значајним филмовима, укључујући филмове Исконски страх (1996), Путеви дроге (2000), као и у серији Краљица југа (2016).
Има две номинације за награду Златни глобус; за Лице са ожиљком 1983. и за Нарко ратови: Камаренина прича 1990. године, где је глумио главну улогу, поред Бенисија дел Тора, са којим је касније глумио једну од главних улога у филму Путеви дроге (2000), за који је добио награду Удружења глумаца заједно са целом глумачком поставом, укључујући и Дел Тора. За улогу у серији Чиста хемија био је номинован за награду Сатурн за најбољу гостујућу улогу у ТВ серији.